# Dale (Oregon)
Dale (korábban Dorman) az Amerikai Egyesült Államok északnyugati részén, Oregon állam Grant megyéjében, a U.S. Route 395 mentén elhelyezkedő önkormányzat nélküli település.
Nevét James W. Dormanről, a posta első vezetőjéről kapta; a Dale (jelentése völgy) elnevezést 1891-ben vette fel. Az 1887-ben alapított postát 1903-ban Umatilla megyéből Grant megyébe költöztették át. Az Oregon Geographic Names szerzői szerint a térség nem emlékeztet völgyre, így az elnevezésnek „a topográfiai fogalomtól eltérő jelentése lehet”.
Az 1940-ben megnyílt benzinkút és bolt ma is üzemel. Az erdőőrség 1911 és 2008 között működött.

## Fordítás
- Ez a szócikk részben vagy egészben  a   Dale, Oregon című angol Wikipédia-szócikk ezen változatának fordításán alapul.  Az eredeti cikk szerkesztőit annak laptörténete sorolja fel. Ez a jelzés csupán a megfogalmazás eredetét és a szerzői jogokat jelzi, nem szolgál a cikkben szereplő információk forrásmegjelöléseként.